# مؤسسة بحوث الخلايا
مؤسسة بحوث الخلايا
شركة بحوث الخلايا هي شركة للتكنولوجيا الحيوية تركز في المقام الأول على بحوث الخلايا الجلدية والخلايا الجذعية الموجودة في بطانة غشاء الحبل السرى. تمتلك مؤسسة البحوث الخلويه مكتبة من أكبر مكتبات الخلايا الخاصة بالجلد والنبات وال جدرةفي جنبه انحاء العالم، بما في ذلك مختبرات جامعة هارفارد وبروكتر وغامبل وجونسون آند جونسون . تمتلك 39 براءة اختراع في جميع أنحاء العالم مع ملكية ثقافية لعزل الخلايا الجذعية عن غشاء الحبل السري لجميع الثدييات، وهو ما يشمل أيضاً تخزين وزراعة هذه الخلايا، فضلاً عن التطبيقات العلاجية لهذه الخلايا.

## العمليات
في عام 2004، وجدت الشبكة نوعين فريدين من الخلايا الجذعية من غشاء البطانة الخارجية للحبل السري. يمكن أن ينتج بطانة الحبل السري 6 مليارات من الخلايا الظهارية و 6 مليارات من (خلية جذعية متعلقة باللحمة المتوسطة) من الإنفجار الأول خلال جيل واحد. وبالمقارنة، ينتج نخاع العظم بضعة ملايين من الخلايا الجذعية المتوسطة لكل جزء اوقطرة من نخاع العظم. ركزت الدراسات الأولية على شفاء الجروح. في عام 2015، بدأت الشركة في تطوير حبل من نوع الممارسات الجيدة الحالية.ممارسات تصنيعية جيدة لتبطين الخلايا الجذعية المتوسطة، التي يمكن استخدامها في زراعة الأعضاء لدى البشر.
وتمت الموافقة على إنتاج الخلايا الجذعية، المسمى Corlicyte من قبل إدارة الغذاء والدواء (الولايات المتحدة) لشفاء الجروح المصابة بالسكري، على أن تكتمل حوالي الفترة طورت الشركة أيضاً منتج الرعاية الجلدية "Calcium" المصنوع من خلاصة بطانة الحبل السري مع الغزلان الأحمر الذي يحتوي على بروتينات الخلايا المفرزة المدمجة في الكريم ومنتج تجميلي مصل.
ترخّص خطوط لحبل تبطين الخلايا الجذعية للحبل السرى ونقل الدم، مما يسمح لها أيضاً بتخزين أنسجة الحبل السرى التي تشتق منها الخلايا الجذعية التي تبطن الحبل السرى .